# Alessandro Schöpf
Alessandro Schöpf (Umhausen, 1994. február 7. –) osztrák válogatott labdarúgó, a Wolfsberger középpályása.

## Sikerei, díjai
- Bayern München II:
  - Regionalliga Bayern: 2014

- Wolfsberger
  - Osztrák kupa: 2024–25